# Seïd Khiter
Seïd Khiter (Roubaix, 19 gennaio 1985) è un ex calciatore francese, di origini algerine, di ruolo attaccante.

## Caratteristiche tecniche
Ala destra, può giocare sia come ala sinistra che come trequartista.

## Carriera

### Club
Vanta 25 presenze in Ligue 1. Nell'estate del 2008 il Valenciennes lo preleva dal Lens in cambio di € 0,5 milioni. Tra il luglio 2011 e l'agosto 2012 resta svincolato.